# جنیفر هرموسو
جنیفر هرموسو فوئنتس (به اسپانیایی: Jennifer Hermoso Fuentes)(زادهٔ ۹ مهٔ ۱۹۹۰ میلادی) که به‌طور معمول با نام جنی نیز شناخته می‌شود، یک بازیکن زن فوتبال اهل کشور اسپانیا است. او برای تیم بارسلونا در لیگ برتر اسپانیا و همچنین تیم ملی اسپانیا بازی می‌کند.

## پیشهٔ باشگاهی

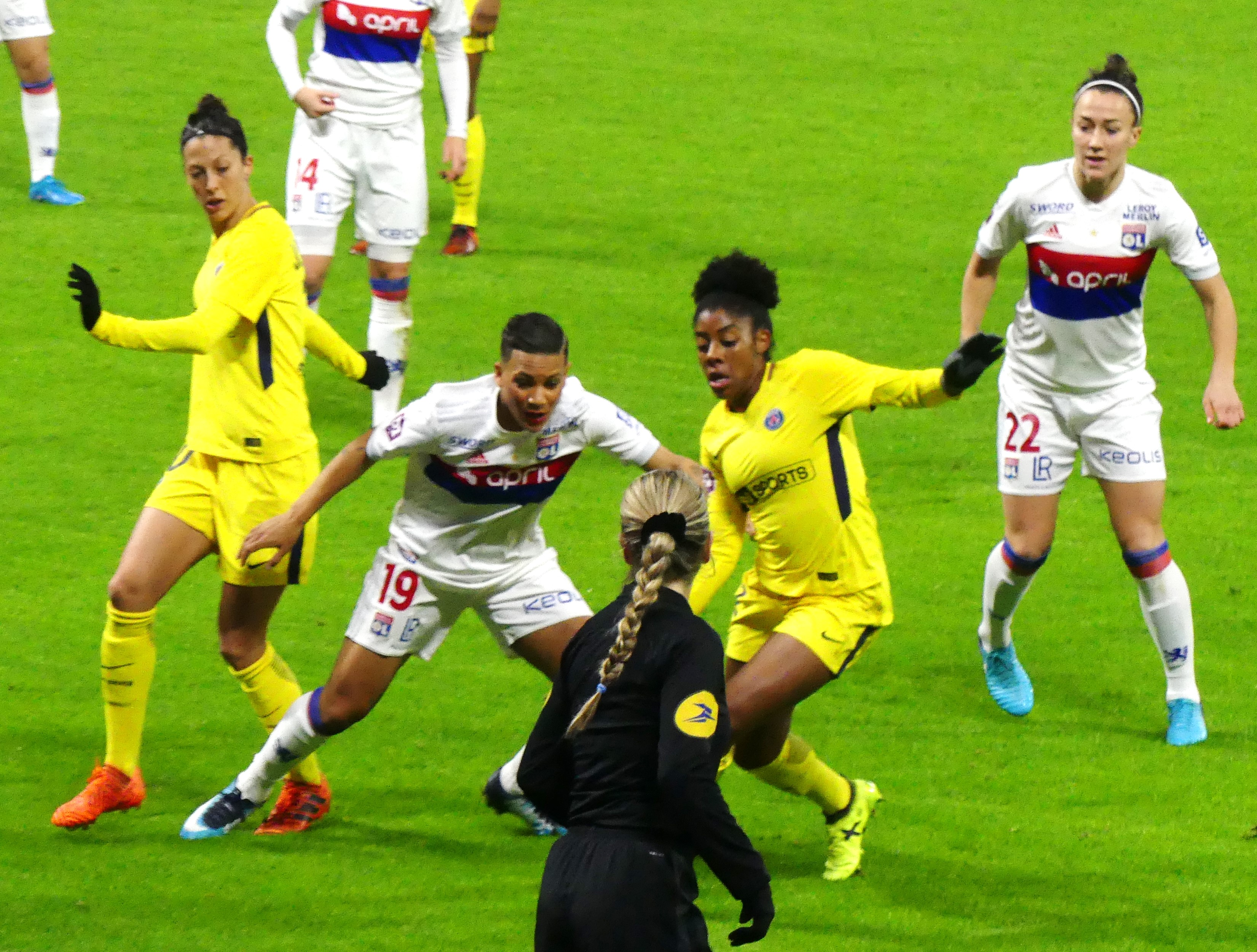
جنیفر و شانیس فان دی ساندن، اشلی لارنس و لوسی برنز در بازی بین دو تیم لیون و پاری سن ژرمن سال ۲۰۱۷

در سال ۲۰۱۳ هرموسو رایو وایکانو را رها کرد تا به تیرسو اف‌اف بپیوندد و در دامالسونسکان بازی کند. در ژانویهٔ ۲۰۱۴، او از تیم تیرسو اف‌اف جدا شد و به بارسلونا پیوست. در طول مدت سه سالی که برای باشگاه بارسلونا بازی می‌کرد به همراه این تیم دو قهرمانی در لیگ برتر اسپانیا و دو قهرمانی دیگر را در جام ملکه بدست آورد. در ژوئیهٔ ۲۰۱۷، هرموسو یک قرار داد سه سال با باشگاه پاری سن-ژرمن به امضا رساند. پاری سن-ژرمن در این فصل نایب قهرمان لیگ یک فرانسه شد و توانست به لیگ قهرمانان اروپا راه پیدا کند. آن‌ها همچنین قهرمان جام حذفی فرانسه در فصل ۲۰۱۸–۲۰۱۷ شدند.
پس از یک فصل بازی برای پاری سن-ژرمن، جنیفر هرموسو در ۱۰ اوت ۲۰۱۸ به اتلتیکو مادرید ترانسفر شد. او پیشتر نیز در بین سال‌های ۲۰۰۶ تا ۲۰۱۰ نیز برای این تیم بازی می‌کرد.
جنیفر هرموسو در ۲ ژوئیهٔ ۲۰۱۹ با امضای یک قرارداد سه ساله با باشگاه بارسلونا به این تیم پیوست.

## پیشهٔ ملی
در سپتامبر ۲۰۱۱ جنیفر هرموسو برای نخستین بار به تیم ملی اسپانیا دعوت شد. در ژوئن ۲۰۱۳، سرمربی ایگناسیو کردا اعلام داشت که جنی یکی از اعضای ۲۳ نفر نهایی تیمش در مسابقات اروپا ۲۰۱۳ در سوئد خواهد بود. جنیفر هرموسو در اولین بازی اسپانیا در این مسابقات در مقابل انگلستان موفق به گلزنی شد که نتیجه این بازی ۲–۳ به نفع اسپانیا تمام شد. او همچنین در باخت ۱–۳ مقابل نروژ نیز تک گل تیمش را به ثمر رساند.
او همچنین در جام جهانی ۲۰۱۵ که در کانادا برگزار می‌شد نیز از اعضای تیم ملی فوتبال اسپانیا بود.
جنیفر هرموسو تیم اسپانیا را در جام جهانی ۲۰۱۹ در فرانسه نیز همراهی می‌کند. او دو گل را برای تیمش در بازی مقابل آفریقای جنوبی به ثمر رساند که هر دو گل از روی نقطه پنالتی به ثمر رسید. هرموسو در نخستین ضربه پنالتی با یک ضربه خلاف جهت توپ را به درون دروازه فرستاد. در پنالتی دوم نیز با وجود آنکه دروازه‌بان جهت پنالتی را به درستی حدس زده بود اما این توپ نیز گل شد.

### گل‌های ملی
| گل | تاریخ           | مکان                                                  | حریف          | تعداد گل زده | نتیجه | چهارچوب رقابت                                  |
| -- | --------------- | ----------------------------------------------------- | ------------- | ------------ | ----- | ---------------------------------------------- |
| ۱  | ۱۶ ژانویهٔ ۲۰۱۳  | پیناتار آرنا، مورسیا، اسپانیا                         | روسیه         | ۲–۱          | ۲–۱   | دوستانه                                        |
| ۲  | ۱۲ ژوئیهٔ ۲۰۱۳   | لینشوپینگ آرنا، لینشوپینگ، سوئد                       | انگلستان      | ۲–۲          | ۳–۲   | مسابقات فوتبال زنان اروپا ۲۰۱۳                 |
| ۳  | ۲۲ ژوئیهٔ ۲۰۱۳   | گولدفوگن آرنا، کالمار، سوئد                           | نروژ          | ۱–۳          | ۱–۳   | مسابقات فوتبال زنان اروپا ۲۰۱۳                 |
| ۴  | ۲۷ اکتبر ۲۰۱۳   | سیئوداد دپورتیوا، کویادو ویالبا، اسپانیا              | استونی        | ۳–۰          | ۶–۰   | انتخابی جام جهانی ۲۰۱۵                         |
| ۵  | ۱۳ فوریهٔ ۲۰۱۴   | ورزشگاه لاس‌گاوناس، لگرنیو، اسپانیا                    | مقدونیه شمالی | ۳–۰          | ۱۲–۰  | انتخابی جام جهانی ۲۰۱۵                         |
| ۶  | ۱۳ فوریهٔ ۲۰۱۴   | ورزشگاه لاس‌گاوناس، لگرنیو، اسپانیا                    | مقدونیه شمالی | ۸–۰          | ۱۲–۰  | انتخابی جام جهانی ۲۰۱۵                         |
| ۷  | ۱۰ آوریل ۲۰۱۴   | مرکز آموزشی پطار میلوشفسکی، اسکوپیه، مقدونیه شمالی    | مقدونیه شمالی | ۵–۰          | ۱۰–۰  | انتخابی جام جهانی ۲۰۱۵                         |
| ۸  | ۱۰ آوریل ۲۰۱۴   | مرکز آموزشی پطار میلوشفسکی، اسکوپیه، مقدونیه شمالی    | مقدونیه شمالی | ۹–۰          | ۱۰–۰  | انتخابی جام جهانی ۲۰۱۵                         |
| ۹  | ۱۰ آوریل ۲۰۱۴   | مرکز آموزشی پطار میلوشفسکی، اسکوپیه، مقدونیه شمالی    | مقدونیه شمالی | ۱۰–۰         | ۱۰–۰  | انتخابی جام جهانی ۲۰۱۵                         |
| ۱۰ | ۸ مه ۲۰۱۴       | ورزشگاه آ. له کوک آرنا، تالین، استونی                 | استونی        | ۵–۰          | ۵–۰   | انتخابی جام جهانی ۲۰۱۵                         |
| ۱۱ | ۸ آوریل ۲۰۱۵    | ورزشگاه مارئو، آستوریاس، اسپانیا                      | جمهوری ایرلند | ۱–۰          | ۱–۰   | دوستانه                                        |
| ۱۲ | ۲۶ نوامبر ۲۰۱۵  | ورزشگاه تلا، دوبلین، ایرلند                           | جمهوری ایرلند | ۲–۰          | ۳–۰   | بازیهای مقدماتی مسابقات فوتبال زنان اروپا ۲۰۱۷ |
| ۱۳ | ۲۴ ژانویه ۲۰۱۶  | ورزشگاه پود مالیم بردم، پتروواتس، مونته‌نگرو           | مونته‌نگرو     | ۵–۰          | ۷–۰   | بازیهای مقدماتی مسابقات فوتبال زنان اروپا ۲۰۱۷ |
| ۱۴ | ۱۲ آوریل ۲۰۱۶   | استادیوم فوتبال لسیوداد، لاس روزاس ده مادرید، اسپانیا | جمهوری ایرلند | ۳–۰          | ۳–۰   | بازیهای مقدماتی مسابقات فوتبال زنان اروپا ۲۰۱۷ |
| ۱۵ | ۲۰ سپتامبر ۲۰۱۶ | ورزشگاه بوتارکه، لگانس، اسپانیا                       | فنلاند        | ۵–۰          | ۵–۰   | بازیهای مقدماتی مسابقات فوتبال زنان اروپا ۲۰۱۷ |
| ۱۶ | ۳ مارس ۲۰۱۷     | ورزشگاه الگاروه، الگاروه، پرتغال                      | نروژ          | ۲–۰          | ۳–۰   | جام آلگاروه ۲۰۱۷                               |
| ۱۷ | ۸ آوریل ۲۰۱۷    | پیناتار آرنا، مورسیا، اسپانیا                         | بلژیک         | ۳–۱          | ۴–۱   | دوستانه                                        |
| ۱۸ | ۸ آوریل ۲۰۱۷    | پیناتار آرنا، مورسیا، اسپانیا                         | بلژیک         | ۴–۱          | ۴–۱   | دوستانه                                        |
| ۱۹ | ۲۳ اکتبر ۲۰۱۷   | ورزشگاه رمت گن، رمت گن                                | اسرائیل       | ۰–۲          | ۰–۶   | انتخابی جام جهانی فوتبال زنان ۲۰۱۹             |
| ۲۰ | ۲۳ اکتبر ۲۰۱۷   | ورزشگاه رمت گن، رمت گن                                | اسرائیل       | ۰–۵          | ۰–۶   | انتخابی جام جهانی فوتبال زنان ۲۰۱۹             |
| ۲۱ | ۲۴ نوامبر ۲۰۱۷  | ورزشگاه وژدواک، بلگراد                                | صربستان       | ۰–۱          | ۱–۲   | انتخابی جام جهانی فوتبال زنان ۲۰۱۹             |
| ۲۲ | ۱۰ آوریل ۲۰۱۸   | ورزشگاه بونداشتادیون زوداشتات، ماریا آنزرسدورف        | اتریش         | ۰–۱          | ۱–۱   | انتخابی جام جهانی فوتبال زنان ۲۰۱۹             |
| ۲۳ | ۳۱ اوت ۲۰۱۸     | ال ساردینرو، سانتاندر                                 | فنلاند        | ۲–۱          | ۵–۱   | انتخابی جام جهانی فوتبال زنان ۲۰۱۹             |
| ۲۴ | ۴ سپتامبر ۲۰۱۸  | لاس‌گاوناس، لگرنیو                                     | صربستان       | ۱–۰          | 3–0   | انتخابی جام جهانی فوتبال زنان ۲۰۱۹             |
| ۲۵ | ۴ سپتامبر ۲۰۱۸  | لاس‌گاوناس، لگرنیو                                     | صربستان       | ۳–۰          | 3–0   | انتخابی جام جهانی فوتبال زنان ۲۰۱۹             |
| ۲۶ | ۲۷ فوریه ۲۰۱۹   | بلا ویستا مونیسیپال استادیوم، پارشال                  | هلند          | ۱–۰          | ۲–۰   | جام آلگاروه ۲۰۱۹                               |
| ۲۷ | ۲۷ فوریه ۲۰۱۹   | بلا ویستا مونیسیپال استادیوم، پارشال                  | هلند          | ۲–۰          | ۲–۰   | جام آلگاروه ۲۰۱۹                               |
| ۲۸ | ۲ ژوئن ۲۰۱۹     | ورزشگاه ژرار هولیه، لو توکه، فرانسه                   | ژاپن          | ۱–۱          | ۱–۱   | گروه بی جام جهانی فوتبال زنان ۲۰۱۹             |
| ۲۹ | ۸ ژوئن ۲۰۱۹     | ورزشگاه استاد اوسین، لو آور، فرانسه                   | آفریقای جنوبی | ۱–۱          | ۱–۳   | گروه بی جام جهانی فوتبال زنان ۲۰۱۹             |
| ۳۰ | ۸ ژوئن ۲۰۱۹     | ورزشگاه استاد اوسین، لو آور، فرانسه                   | آفریقای جنوبی | ۱–۲          | ۱–۳   | گروه بی جام جهانی فوتبال زنان ۲۰۱۹             |

## زندگی شخصی
در یک مصاحبه با روزنامه ورزشی مارکا که در ژانویه ۲۰۲۴ انجام شد، هرموسو برای اولین بار به‌طور علنی اعلام کرد که هم‌جنس‌گرا است. او گفت:
"من هرگز به‌طور علنی نگفتم که از دخترها خوشم می‌آید. این همیشه یک موضوع تابو بوده است، اما نیازی نبود که پرسیده شود، مردم می‌دانستند. "